# Génétique forestière
La génétique forestière est l'étude des « Ressources génétiques forestières » (RGF), c'est-à-dire du patrimoine génétique d’arbres ou de populations d’arbres, considéré dans sa diversité et ses fonctionnalités. 
C’est un domaine scientifique récent et encore en développement. D’abord très orientée vers la sélection végétale à des fins d'arboriculture et de sylviculture avec un objectif d'« amélioration végétale » et depuis quelques années de certificat d'obtention végétale, elle s'est aussi étendue aux propriétés phytopharmacologiques des arbres, au génie génétique et à l'ensemble des composantes de la biodiversité des forêts, ainsi qu'aux services écosystémiques. Il doit aussi contribuer à une meilleure prise en compte de la biodiversité dans la gestion forestière  ; c'est l'un des domaines de la gouvernance locale, régionale et internationale de la biodiversité.
Les arbres ont un génome complexe et de grande taille. À ce jour, rares sont les arbres dont le génome a pu être complètement séquencé. De plus, l'épigénétique des arbres est encore balbutiante, de même que les approches métagénomiques, et en zone tropico-équatoriale où il y a le plus grand nombre d'espèces, l'obstacle taxonomique (manque de taxonomistes) limite ce travail.

## Éléments de contenu et de définition
Le patrimoine génétique forestier est une immense somme de gènes en évolution permanente et en interactions (entre eux et avec leur environnement). Les généticiens cherchent à mieux le cerner (via la génétique des populations) et à identifier les fonctions de certains gènes. 
Ils souhaitent comprendre ses origines et son histoire, y compris dans un intérêt prospectif (la diversité génétique étant l'une des sources d'adaptations futures aux changements environnementaux). 
Ils s'intéressent aussi aux mécanismes sous-jacents de son évolution, à ses dynamiques propres ainsi qu'à ses composantes épigénétiques.

D'autres ou les mêmes s'intéressent aussi aux menaces qui pèsent ou peuvent peser sur la diversité génétique des forêts et des espèces qui les composent, et aux conditions de sa conservation et à ses éventuelles « pathologies » (ex. : maladies génétiques, maladies émergentes susceptibles d'être induites par des mutations délétères par exemple dues à des virus, le trou de la couche d'ozone ou d'autres agents mutagènes). 
Pour cela, ils étudient les gènes, les « flux de gènes » et les contraintes et modalités de dispersion de ces gènes (via les pollens, les graines, les propagules). 
Ils explorent les spécificités génétiques propres à certaines espèces ou à certains contextes (milieux extrêmes, isolats, sols pollués, artificialisation, arbre urbain, etc.).
Ils étudient les interrelations que les gènes des arbres entretiennent avec l’environnement (l'environnement modifie le génome et inversement). 
Les fréquences géniques et génotypiques, le polymorphisme de gènes, l'hétérozygotie intra- et inter-populationnelle, le degré de « consanguinité », le degré de fragmentation des populations ou des sous-populations d’arbres, le degré de parenté des arbres au sein d’une même population ou avec des populations voisines, l'autochtonie et à la naturalité des peuplements forestiers ou d’arbres isolés, etc. sont autant de clés pour mieux comprendre les fonctions du génome de l'arbre.
La génétique forestière développe aussi des bases de données, des méthodes et des protocoles, des outils et moyens d’étude, d’évaluation et de suivi plus adaptés aux spécificités des arbres (longue vie, croissance lente, patrimoine génétique multiple, développements symbiotiques, etc.).

## Valeur d'indicateur de la diversité génétique des arbres et de la forêt
On cherche depuis plusieurs années à établir des indicateurs de biodiversité forestière (IBF) crédibles et adaptés aux arbres et à leur gestion, ou à la forêt en général. Des indicateurs d'état, pression et réponse sont testés pour les forêts et des plantations dans le monde, sous l’égide de l’ONU/FAO, d'ONG, d'instances nationales et de programmes scientifiques internationaux.
La diversité génétique (quand elle n'est pas artificielle) est facteur essentiel de biodiversité. Il serait donc utile de correctement l'évaluer, et de l'intégrer dans les indicateurs de gestion forestière, ainsi que dans les évaluations environnementales, dont pour les processus d'écocertification ou de certification forestière. Mais on ne sait pas encore la mesurer.

Faute de mieux, des indicateurs taxonomiques classiques sont donc utilisés : le forestier peut mesurer la diversité des genres, des espèces et parfois des sous-espèces, phénotypes, variétés ou hybrides (nombre de taxons différents par unité de surface). 
Ceci traduit un degré d'abondance (et éventuellement un degré d’hétérogénéité ou d’homogénéité taxonomiques) à l’échelle d’une parcelle, d’un massif, d’une région, etc., mais sans rien dire de la diversité génétique qui caractérise une même espèce de cette forêt.
Or du point de vue patrimonial, la diversité génétique a une valeur intrinsèque particulière. Ainsi perdre une monoculture de clones de peupliers revient à perdre le génome d'un seul arbre (par ailleurs sans doute présent dans une autre peupleraie ou une banque de graines) alors que perdre la même superficie d'une taïga naturelle ne contenant qu'une seule espèce (épinette par exemple) correspond à une perte génétique bien plus importante.
Le nombre d'essences et éventuellement de leurs sous-espèces et hybrides d'une parcelle est maintenant approchée à partir des inventaires forestiers nationaux (il existe un IFN (Inventaire forestier national) en France, avec par exemple une synthèse faite par Nivet et al. (page 41/149 essentiellement basée sur une étude coordonnée en 2007 par l’IFN (Hamza et al., 2007. Ces données sont en France à utiliser avec précaution en raison d'une surévaluation du bois sur pied, avant 2010 (erreur de 20 millions de m3 sur 103 millions de m3 de production annoncés selon la direction de l'ONF citée par le SNUPFEN en 2011) et d’un mode de calcul révisé). 
Un autre moyen d'approcher la diversité génétique d'un massif sans passer par la biologie moléculaire est d'étudier sa naturalité et son ancienneté (cf. critère 4 des indicateurs de gestion durable des forêts françaises métropolitaines), relatif à la biodiversité, à la fragmentation forestière, au caractère autochtone de l’arbre, ainsi qu’à son génome, via la diversité intraspécifique (encore imparfaitement mesurée, et à échelle plus ou moins locale).   
L’évolution spatio-temporelle de l'abondance et de la diversité des gènes est aussi une information importante. 
Enfin, la génomique forestière ne peut se limiter à celle de l'arbre stricto sensu : pour correctement évaluer la diversité génétique d'une forêt, il faut aussi évaluer celle des microorganismes symbiotes des arbres, qui incluent un grand nombre de taxons bactériens et fongiques pas encore découverts ou pas encore décrits par la Science, qui sont une sorte d'équivalent du microbiote intestinal et du microbiote cutané chez l'Homme, qui constituent un métagénome supplémentaire ou associé bien plus considérable que celui de son hôte (150 fois plus important que le génome humain dans notre cas).
Dans ce domaine, des approches alternatives de quantification de richesse génétique sont en cours de développement, avec le métabarcoding notamment.

## Comment se fait l’analyse génétique?
Les génomes des arbres sont si grands que s’il fallait en séquencer un grand nombre, cela consommerait une très grande quantité de mémoire de stockage en serveurs informatiques. Pour limiter ce problème, les informaticiens cherchent de nouveaux algorithmes de compression des données génétiques,). À ce jour, ils travaillent donc au moyen de « marqueurs génétiques » supposés représentatifs.
Des outils récents existent qui permettent de mieux explorer le génome des arbres, et éventuellement celui de leurs symbiotes (dont via la « métagénomique »). Le « reséquençage » offre la résolution ultime idéale pour une étude précise de la diversité génétique, car il identifie potentiellement toutes les mutations d’un gène chez les individus d’une population échantillonnée. Mais pour le moment l’exhaustivité n’existe pas ; le séquençage génétique est encore réservé à quelques espèces d’intérêt commercial et/ou pour laquelle des visées transgéniques existent (peuplier par exemple). 
Les études génomiques ont déjà apporté quelques surprises : par exemple le génome de l’avocatier a montré que - malgré son caractère « subtropical » (les espèces tropicales sont réputées caractérisées par une grande diversité génétique) et une pollinisation principalement croisée - sa variance génétique globale n'est pas exceptionnellement élevé par rapport à des espèces de zones tempérées ou par rapport à des plantes annuelles comme l'orge ou le maïs sauvage.
Pour les espèces pour lesquelles on ne dispose que de peu d'informations génétiques, une certaine caractérisation génétique est possible à partir d’un échantillon dont l’ADN n'est pas dégradé (d'une graine par exemple). 
L'analyse se fait de plus en plus à partir de marqueurs génétiques, sur la base des méthodes développées par la biologie moléculaire, par la méthode de l’amplification aléatoire d'ADN polymorphe ou RAPD (random amplified polymorphic DNA), avec cependant certaines limites et biais d’analyse génétique qui semblent difficile ou impossible à éliminer. Cette méthode ne permet pas d’identifier l’ADN d'un arbre mais permet d’étudier certaines variations intrapopulationnelles au sein d'une espèce, cultivée, sauvage . 
Des approches plus ciblées sont permises par les méthodes dites STR ou VTR (short tandem repeat ou « microsatellites »). 

## Dimensions temporelles et historiques
Depuis des millénaires l'Homme intervient sur la forêt. Ce faisant, il sélectionne et modifie le génome des arbres, ; il le fait en modelant le paysage, en reproduisant, clonant et sélectionnant des arbres, et en transférant des propagules, des plants et des semences, parfois très loin de leurs zones d’origine et habitats naturels. Dans les zones tempérées d’Europe de l’Ouest, l’homme a profondément modelé et remodelé les paysages, y compris forestiers. Le fait qu’il ait augmenté le « taux de perturbation » de certaines forêts pourrait, par exemple y expliquer la prévalence du hêtre (Fagus sylvatica). Et on dispose de cas documentés d’introduction volontaire dans plusieurs régions européennes, au moins depuis les Romains, par exemple pour Aesculus hippocastanum et Castanea sativa. Dans les périodes coloniales plus récentes, de très nombreuses essences ont été introduites dans les jardins botaniques et privés, dans les espaces publics.

Transférer des espèces d'une région ou d'un pays à d'autres, pour améliorer le potentiel de production d'une forêt est devenu une pratique sylvicole courante, documentée depuis plusieurs siècles dans les histoires nationales de la foresterie . 
Il est fréquent que lors des processus de régénération naturelle, les espèces introduites ou « améliorées » (par hybridation par exemple) disparaissent d’elles-mêmes au profit d’une sélection plus naturelle ; toutefois, selon Richard H.W Bradshaw (2004) « étant donné l'énorme augmentation récente des translocations de graines à longue distance, cette situation évolue rapidement dans les régions où l'aménagement forestier est intensif », notamment dans le cas des espèces devenues invasives (cerisier tardif par exemple).

Depuis quelques siècles, l’homme modifie aussi le régime des eaux. Il l’a fait à échelle régionale (drainages, canalisation de cours d’eau, création d’étangs puis de lacs, dont via la construction de grands barrages (en forêts tropicales notamment). Il modifie maintenant - peut-être à échelle mondiale - le régime des pluies et le régime hydrologique au niveau mondial, avec des impacts pouvant interagir avec ceux de la montée des océans. Il modifie aussi la qualité globale de l’air (teneur en azote, en CO2, en pesticides, etc.) et, semble-t-il, le climat global. Ces changements environnementaux constituent une pression sélective nouvelle et supplémentaire (sur le plan de la rapidité notamment) pour le génome des arbres. 
Deux nouveaux seuils ont été franchis dans les années 1970-1990 avec, d'une part, la production et une diffusion mondiale de grandes quantités d’hybrides et de clones (de peupliers par exemple), puis d'autre part avec la transgenèse (chez le peuplier d’abord, en France et au Canada).
Jusqu’aux progrès récents de la génétique mendélienne, puis de la génomique et de la biologie moléculaire, l’importance des impacts des activités humaines et de sa démographie sur la génétique forestière sont longtemps restés inconnus. 
La littérature scientifique des années 1990-2000 démontre cependant un intérêt croissant pour ce thème.
Ces changements sont aussi des pressions sélectives pour le génome des arbres. Leurs effets sont à la fois directs et indirects, et immédiats et/ou différés. Les grandes pressions ont été : 
- Les défrichements et la déforestation : depuis plus de 10 000 ans, un grand nombre de populations d'arbres ont ainsi été éliminées par l'agriculture ou par l'élevage, quand ceux-ci se sont installés sur des zones antérieurement boisées. 
Chaque déforestation d’une forêt primaire ou d'une forêt secondaire à forte naturalité correspond à une perte sèche, brutale et irréversible de patrimoine génétique. 
D’un point de vue biogéographique, ces pertes ne se font pas « au hasard », ni dans le temps ni dans l’espace : par exemple, en Europe, ceci s’est fait avec un mouvement partant du sud-est et remontant vers l’ouest et le nord-ouest du continent, au cours des 10.000 dernières années[17]. Sauf exceptions (civilisation maya par exemple), la déforestation commence en général par les plaines et vallées les plus accessibles, d’abord le long des axes routiers et des fleuves pour parfois ensuite, gagner les montagnes. Chacune de ces zones abritait des patrimoines génétiques et des  espèces différentes, adaptées à leurs contextes ; il existe donc une certaine géographie, et des « patterns géotemporels » de la perte génétique. 
Ponctuellement, des « bois sacrés », l'agroforesterie et le bocage ou quelques forêts anciennes épargnées, ou des forêts protégées ont permis de conserver une petite part du patrimoine génétique qui leur préexistait.

- L’usage du feu : le feu est depuis longtemps utilisé, pour les cultures sur brûlis, pour le contrôle des parcours d'élevage. L'écobuage), ou les incendies de forêt (volontaires, criminels, ou accidentels) ont localement contribué à sélectionner des espèces « pyrophytes » (supportant mieux le feu que les autres, voire en ayant besoin pour leur reproduction). Le feu répété est un puissant facteur de sélection qui influe sur le patrimoine génétique des survivants, et fait disparaitre les espèces qui n'y sont pas adaptées. Le drainage excessif de certains massifs, notamment dans un contexte de dérèglement climatique peut exacerber les risques liés au feu.

- L'arboriculture : presque toujours fondée sur une sélection volontaire de plants et graines et sur la reproduction végétative (clones, et donc reproduction non sexuée) elle a privilégié des caractéristiques techniques (et gustatives ou de conservation dans le cas des fruits), au détriment des capacités adaptatives des arbres, en produisant des populations d'arbres plus vulnérables aux épidémies car clonés ou génétiquement plus homogènes ; Ceci est manifeste pour les fruitiers, mais vaut dans une certaine mesure dans le cas des arbres du bocage traditionnel (pour l’orme blanc par exemple) et pour les arbres d'ornement. Tous ces arbres ont des ancêtres "sauvages" issus des forêts primaires, mais ont perdu une partie de leur patrimoine et diversité génétiques, ce qui peut les rendre vulnérables à certaines maladies et/ou à une partie des changements globaux. 
Les travaux sur la domestication des plantes cultivées ont montré que les sélections traditionnelles, même drastiques ont néanmoins souvent pu conserver un niveau élevé de diversité génétique. Cette diversité n’est cependant pas en soi un gage d’adaptation ou de résilience (sans l’homme, la plupart des plantes cultivées disparaissent de l’environnement en quelques années) [16].

- Le  pâturage en forêt : il peut avoir des effets positifs quand il est très extensif, itinérant et en effectifs faibles (s'il se substitue aux effets des herbivores sauvages qui ont disparu), mais il ne s'y substitue qu'en partie et en cas de pression excessive, il est rapidement source d’une forte pression sélective, voire d’une destruction de la forêt (ex. : forte pression de prédation sur les glands, châtaignes, champignons et jeunes plants autrefois en Europe dans le cas du porc, quand il était présent en forêt en troupeaux importants). Il était par exemple fréquent en France, du haut Moyen Âge à l’époque de Colbert voire plus tardivement, et il est encore pratiqué en Corse ou en Espagne.

- L’agrosylviculture : Ses formes traditionnelles contribuent encore à protéger une partie du patrimoine génétique de certaines essences, dont en Europe dans le bocage là où la forêt a disparu. Dans les cas où les arbres étaient plantés à partir de graines, il pourrait même avoir contribué à diversifier le génome des arbres ainsi utilisés. Inversement, dans ses formes modernes, quand il s’agit de cultures sous des alignements de clones de peupliers hybrides par exemple, l’intérêt sur le plan de la protection des ressources génétiques est absent avec un risque plus élevé d’épidémies et de pertes de capacité adaptative et de résilience.

- La régénération artificielle : Quand elle utilise des plants issus de pépinières, elle peut réduire la diversité génétique naturelle  (car non filtrés par le processus de sélection naturelle), surtout dans le cas de clones ou d'hybrides, par exemple pour le peuplier) ;

- Le drainage : Dans les régions les plus habitées, un grand nombre de forêt ont été drainées pour y favoriser l'accès aux hommes, animaux puis véhicules, ce qui a probablement diminué le taux d’espèces génétiquement adaptées aux milieux plus frais, humides et inondés.

- Le déséquilibre sylvocynégétique : Les « pullulations » de cervidés et sangliers mettent en péril ce fragile équilibre dynamique ; le piétinement, l'abroutissement ou la consommation des jeunes plants empêche la régénération forestière et encouragent une régénération artificielle. De telles « surpopulations » ont parfois été favorisées par des plans de chasse non respectés, ou par un agrainage abondant ayant pour résultat une multiplication « anormale » de ces animaux. La disparition des grands prédateurs (ours des cavernes et lion des cavernes au début de notre ère interglaciaire) puis la forte régression de carnivores de taille moyenne (loup et lynx depuis quelques siècles) ont exacerbé ce risque ;

- La fragmentation des forêts et l’isolement des massifs : Ils limitent ou modifient certains flux génétiques (moindre dispersion de pollens, semences, propagules, et donc de gènes[19]). Ils limitent les migrations normales d'animaux et tendent à sédentariser la faune non volante, en accentuant la  pression d'herbivorie, au point parfois de limiter la régénération naturelle nécessaire à la dynamique évolutive de la biodiversité génétique des arbres et des forêts. Le morcellement forestier génère des « effets de lisière » qui modifient la répartition et la typologie des espèces présentes, avec aussi des impacts sur les flux horizontaux et verticaux de certains gènes. À plus grande échelle, ce morcellement bouleverse l’écologie interne des massifs (et des parcelles qu’il crée), en raison de nombreux effets sur l’hydrologie, les microclimats, les réseaux trophiques et les dynamiques de population d'herbivores, de prédateurs et d'omnivores (sangliers par exemple). S'y ajoutent des effets sur les parasites des arbres et sur leurs prédateurs, et donc in fine également sur les flux de gènes et de propagules.

- Certains modes de gestion forestière : Par exemple les coupes rases suivies d'une régénération artificielle substituent un patrimoine génétique à celui qui était en place. De même la sylviculture dite « dynamique », (qui vise à couper les arbres plus jeunes, au tout début de leur maturité) fait disparaitre les arbres avant qu'ils puissent exprimer tout leur potentiel génétique (en produisant un nombre de graines d'autant plus important qu'ils ont eu le temps de se développer).

- Les guerres : elles ont dans certaines régions fait disparaître des forêts (politique de la terre brûlée, besoins en bois pour les fortifications, les réparations, la marine, les tranchées, pillage par l’ennemi, etc. ). 
 L’après-guerre a fait naître des forêts après la Première Guerre mondiale (forêts de guerre, Verdun ou Vimy par exemple en France, plantées avec les dommages de guerre sur des sols trop dangereusement riches en munitions non explosées pour être cultivés), mais il s’agit de replantations artificielles, avec un matériel génétique (graines, propagules ou plants) venant parfois de loin.

- La gestion du « gibier ». À titre d'exemple : après la Révolution française qui a autorisé la chasse à tous, le grand gibier a brutalement régressé ou disparu dans la plupart des régions. Ceci a suscité un retour de la réglementation, des dispositifs de réintroduction et de gestion des cervidés et sangliers. Dans plusieurs régions, ces animaux ont été surfavorisés par l’agrainage et par une chasse sélective protégeant les femelles et ciblant les beaux trophées de mâles. La réussite de ces dispositifs a été telle qu’ils ont abouti a des déséquilibres, sources de pressions sur les arbres les plus appétants  pour les cervidés ou produisant des graines très appréciées des sangliers (glands, noisettes, faines…). Les rongeurs forestiers dont le campagnol roussâtre qui peut commettre d'importants dégâts sur les racines des arbres dont il se nourrit ont aussi été très favorisés ; d'abord par l’agrainage qui leur fournit une alimentation supplémentaire, et d’autre part par la disparition, l’empoisonnement ou le piégeage de leurs prédateurs naturels (renards, belettes, fouines et rapaces notamment).
- la sylviculture et la gestion forestière. Selon les lieux et les époques, la sylviculture a été plus ou moins artificialisante (avec dans ce cas une homogénéisation génétique et/ou perte de génomes locaux). Certains types de sylviculture sont fondés sur une régénération spontanée et associés à des pratiques de gestion douce  (ex : forêt jardinée et moindrement gestion en taillis sous futaie, avec éclaircies modérées, et appel à la régénération naturelle). Au contraire la sylviculture devenue dominante depuis quelques décennies en zone tempérée, notamment en Amérique du Nord et dans certains pays européens (Finlande notamment) est plutôt fondée sur des coupes rases suivies de plantations artificielles en « cloisonnements ». Les impacts sur la génomique forestière sont différents selon la gestion mise en œuvre ; ils sont moins importants avec les approches dites proches de la nature, priorisant la régénération naturelle (ex : prosilva). Ils sont plus importants dans le cas des coupes à blanc suivie de plantations et entretiens plus ou moins mécanisés.
Sous les tropiques aussi, la régénération naturelle tend à reculer au profit de plantations industrielles destinées à une récolte mécanisée (hévéa, eucalyptus, noix de coco, cacao, avocat, palmier à huile, teck, etc.). Les effets des transferts de plants et semences, et de régénération artificielle des coupes rases sur toute la ressource sont encore mal compris et très complexes[16]. Ils varient selon l'origine et de la diversité génétique du matériel transplanté, mais aussi selon les conditions environnementales et la diversité génétique de la population réceptrice  (les arbres en place dans et autour du milieu de destination)[16]. François Lefebvre (de l'INRA) estime que si la phase de régénération a un grand potentiel de réduction de la diversité génétique, certaines pratiques de régénération ou la variété de ces pratiques (quand elle existe) peut limiter la perte de diversité génétique[16]. Il invite à accorder une attention particulière aux ressources génétiques des « espèces non-cibles » susceptibles d'être affectées par la gestion des forêts. Enfin, un impact majeur est soupçonné sur le plan des modifications de l'environnement biotique et abiotique, qui devrait être étudié plus avant[16]. 
La surveillance des ressources génétiques requiert globalement l'élaboration de critères et d'indicateurs adéquats car les zones de sylviculture où l’on a introduit des espèces inadaptées au milieu peuvent devenir dans une certaine mesure des « puits écologiques » ou des « pièges écologiques » pour certaines espèces, et être source de gènes susceptibles de « polluer génétiquement » la forêt périphérique par croisement avec des individus dont le patrimoine génétique permettait une adaptation normale ou suffisante au milieu. Des réflexions sont en cours sur ces critères qui sont conduits à évoluer[16], notamment dans le cadre de la certification forestière.

## Gestion du patrimoine génétique forestier
Elle doit être conduite en appliquant un principe de précaution, car le génome des arbres est encore très mal connu.
En effet, le génome de chaque arbre est nettement plus grand que celui d'un humain ou autre mammifère. 
De plus, il y aurait selon la FAO environ 80 000 à 100 000 espèces d'arbres dans le monde (selon les sources). Seules quelques dizaines d'espèces d'arbres ont fait l'objet d'études génétiques, plus ou moins approfondies.
Les données et modèles scientifiques disponibles concernant les dynamiques de populations concluent tous que le maintien à long terme du potentiel évolutif des arbres et de la forêt passe par la conservation dynamique d’une large diversité génétique. De plus, cette diversité doit pouvoir évoluer à un rythme proche de celui de l'environnement, ce qui implique une conservation génétique in situ et pas seulement en conservatoires génétiques et in vitro). Ce travail doit enfin être fait à l'échelle des métapopulations et non de quelques parcelles ou individus.

### Au niveau mondial
Après des siècles de clonage, greffage de fruitiers et de sélection d’essences et d’individus répondant d'abord à des critères techniques (critères du moment ou pressentis importants pour l’avenir proche des filières bois-papier-cellulose-fruits) ou parfois sur base de critères « décoratifs », certains gestionnaires et arboriculteurs commencent à s’intéresser à une « conservation dynamique » et « intégrée » prenant mieux en compte l'importance de la diversité génétique et intraspécifique.
Les pollens et les gènes des arbres ne jouent des frontières administratives ; et l'homme a très souvent transportés des plants et graines d'un continent à l'autre. Comme dans les autres domaines scientifiques, les approches internationales sont donc devenues indispensables.
Un Répertoire mondial des généticiens de la forêt a été mis en place par le « programme Dendrome » (base de données consacrée à l'analyse génomique d'arbres d'intérêt commercial) développée par l'université de Californie à Davis. Il s'est développé dans un contexte où des spéculations et des intérêts financiers naissaient de la possibilité nouvelle de breveter des gènes ou des assemblages de gènes. Ce brevetage est controversé, mais en quelque sorte légalisé par la jurisprudence.
Mi-avril 2013, dans la suite de la Conférence d'Hyderabad sur la diversité biologique (2012), la FAO a adopté « le premier Plan d'action mondial pour les ressources génétiques forestières ». Ce dernier a été construit et porté par la Commission des ressources génétiques pour l'alimentation et l'agriculture de l'ONU/FAO, dont les motivations étaient plus économiques qu'écologiques, mais qui intègre peu à peu l'approche écosystémique promue par le sommet de Rio et tous les grands textes internationaux sur la biodiversité.
Depuis plusieurs années, la FAO, s'appuie sur son « Système mondial d'information sur les ressources génétiques forestières » (REFORGEN) pour préparer un rapport qui sera intitulé « L'État des ressources génétiques forestières mondiales », devant faire le point sur « l’état et les tendances (...)les besoins, les lacunes et les priorités qui formeront la base du cadre d’action aux niveaux national, régional, écorégional et mondial ».
Ce rapport doit être soumis à la Commission des ressources génétiques pour l’alimentation et l’agriculture (CRGAA) en 2013.

### En Europe
Les institutions européenne ont peu de compétences dans le domaine de la gestion forestière, celle-ci étant subsidiairement traité par les États membres et des institutions privées (ex : CRPF en France), mais la subsidiarité voudrait que les questions de biodiversité et de diversité génétique soient traitées à l'échelle du réseau écologique paneuropéen.
Au début des années 1990, une résolution ministérielle engage les États membres à « maintenir, conserver, reconstituer et améliorer la diversité biologique des forêts, y compris leurs ressources génétiques, par la gestion durable des forêts ». 

En 1994, pour la mettre en œuvre, un Programme européen sur les ressources génétiques forestières (dit EUFORGEN) a été créé, en regroupant un coordinateur par pays participant. Son secrétariat est assuré par Bioversity International (Rome) avec trois grands objectifs : la promotion de la conservation des RGF (par espèces ou groupes d’espèces), le développement de programmes nationaux coordonnés à échelle européenne, un « Système d'information paneuropéen sur la conservation dynamique des RGF »  dit EUFGIS annoncé en 2013 : il couvrira 33 pays et vise la « conservation dynamique in situ » de ressources génétiques, avec un vocabulaire et des standards de travail communs. Un système d'information sera alimenté par un réseau de correspondants nationaux formés à ces standards. Ils compileront des données à échelle continentale et renseigneront des indicateurs pour 86 espèces, et suivis dans plus de 2 700 populations.

En marge de ce projet, des essais d'évaluation de vulnérabilité face au dérèglement climatique sont prévus ; d'abord pour une essence dans 1 pays, avant extension de l'étude.

### En France
Historique : Après que la forêt eut beaucoup régressé en qualité et en quantité, depuis Colbert, l'État et certains propriétaires privés ont conduit d'importants efforts de protection et restauration du foncier boisé. 
Pour tenter de répondre aux défis du XXIe siècle, la France a mis en place un programme français de conservation des ressources génétiques forestières, et le bureau des ressources génétiques (BRG), l'ONF et quelques institutions ont œuvré pour faire valoir l'importance de la génétique forestière. Ils ont d'abord ciblé la sélection du patrimoine génétique lors des opérations de coupes sélectives et d'éclaircies, et plus encore lors de plantation/régénération artificielle, presque toujours sous l'égide du ministère de l'agriculture et des DRAAF, avec l'ONF et les CRPF. Ce travail a d'abord concerné quelques espèces d'intérêt commercial. Il a aussi porté sur des espèces vulnérables ou menacées (ex : orme champêtre décimé par la graphiose) ; 
Selon Lefèvre et Collin (2012) « Depuis 20 ans, la politique nationale de gestion des ressources génétiques forestières (RGF) est coordonnée grâce à deux commissions : la CRGF qui propose et met en œuvre la politique de conservation, et la section Arbres forestiers du Comité technique permanent de la sélection qui coordonne les actions de valorisation commerciale ». Ainsi les améliorations génétiques du chêne, du peuplier, du pin et du sapin ont été et sont encore très soutenus, alors que la génétique du sureau, du bouleau et moindrement du saule ne semblent pas intéresser les forestiers français ; ces trois essences sont pourtant des pionnières jouant un rôle essentiel dans la résilience forestière spontanée.
Au XXe siècle, seules l'amélioration végétale d'intérêt sylvicole, papetier ou fruitier, et la maîtrise des plants introduits dans les nombreuses opérations de régénération artificielle ont trouvé des financements permettant à des instituons technico-scientifiques l'INRA ou le CEMAGREF devenu IRSTEA (principaux porteurs de la recherche sur ces thèmes) de beaucoup travailler sur les résineux abondamment plantés après les deux guerres pour les besoins de la reconstruction et sur les feuillus. 
Ils cherchaient à répondre aux demandes pressantes de la filière-bois. Celle-ci s'inquiète ainsi des conséquences cumulées de plusieurs sècheresses (1976, 2003), de plusieurs grandes tempêtes, de plusieurs maladies émergentes des arbres d'attaques massives de maladies et parasitoses décimant certaines plantations. Par exemple les Rouilles se sont rapidement adaptées aux générations successives de création de clones de peupliers hybrides dits "résistants" sélectionnés par l'INRA. L'aire de répartition des chenilles défoliatrices s'étend vers le nord. Les scolytes ont décimé des parcelles entières de résineux. Ces attaques concernent presque toujours des monoculture d'arbres introduits, hybrides exotiques et/ou génétiquement peu diversifié ; un milieu idéal pour les pullulations de pathogènes et parasites. 
Poussé par la demande, à la fin du XXe siècle et au début des années 2000, alors que la notion de services écosystémiques émergeait, les « généticiens de la forêt » ont continué à surtout cibler la biodiversité jugée « utile » ;
Cependant, l'idée d'une conservation prospective ; « de précaution », ayant valeur d'option future et potentielle, est également apparue. Elle invite à conserver des gènes dont on ne connait pas encore l'utilité. Ce principe est ainsi illustrée par Lefebvre et Collin (2012) : « Prenons l'exemple d'une future maladie émergente : les gènes de résistance qui nous intéresseront dans le futur sont aujourd’hui « invisibles » en l’absence de la maladie. On ne peut pas alors déterminer la valeur actuelle de telle ou telle ressource génétique, mais on peut comprendre la valeur de la diversité génétique comme source d'options pour un futur incertain. On conserve donc les RGF non seulement pour leur diversité connue mais aussi pour leur diversité inconnue ». C'est un des nombreux chantiers du GIP ECOFOR et de la FRB (Fondation pour la recherche pour la biodiversité).
Moyens de conservation : La recherche et les actions conservatoires se sont donc surtout appuyées sur les arboretums, sur quelques conservatoires génétiques (vergers de graines et vergers fruitiers conservatoires pour les variétés de pommiers notamment), sur quelques parcelles sélectionnées (des plantations conservatoires de provenances identifiées, des plantations comparatives de provenances, de descendances et de clones, des parcs à clones, des vergers à graines) parfois intégrés en  « réseaux de conservation in situ » . 
Les arboretums (contenant de nombreux spécimens exotiques) ne peuvent conserver que quelques individus et non une large diversité génétique intraspécifique. Les placettes où sont collectées les graines envoyées aux pépinières contiennent plus d'individus, mais ils sont souvent sélectionnés selon des critères techniques (et non de robustesse ou de résilience). Ils jouent aussi un rôle pédagogique et de « vitrine » et éventuellement de sensibilisation, un peu comparable à celui des zoos dans le domaine animalier ; ils conservent et montrent quelques spécimens, mais non des pools importants de gènes qui nécessitent des métapopulations vivantes in situ, de taille suffisante et en situation d’adaptation aux changements environnementaux, qui implique une « trame verte et bleue » large et fonctionnelle. L'ONF a créé son propre Conservatoire génétique des arbres forestiers (CGAF), en lien avec l'INRA (qui a accès à d'importants moyens d'analyse génétique et de phénotypage à haut débit).
Organisation administrative de la conservation :  En 1991, le sommet de Rio 2012 est en préparation ; quatre projet de conventions internationales sont travaillés dans ce cadre, portant respectivement sur la biodiversité, le climat, la désertification et la forêt (les deux derniers avorteront). 

Cette année là, le ministère français de l'agriculture créé avec la filière bois une Commission nationale des ressources génétiques forestières (CRGF). Cette même année se tient la 1re « Conférence ministérielle pour la protection des forêts en Europe » (CMPFE). Elle sera à l’origine d'une « stratégie paneuropéenne de conservation des ressources génétiques forestières », mais qui vise d'abord à assurer l'avenir de la filière bois. 

En 1999, une charte (non opposable) « pour la conservation des ressources génétiques des arbres forestiers » est rédigée par la CRGF, intégrant l'idée d'une protection élargie, par précaution et in situ tant que possible). Elle sera signée par 25 organismes. 

En 2012, la France a mis en place un « réseau de conservation » pour un « nombre limité d’espèces prioritaires (12 en 2012, contre 8 en 1999) choisies en raison de leur intérêt économique ou écologique et des menaces qui pèsent sur leur diversité génétique », en priorisant tant que possible la conservation in situ et une régénération naturelle « éventuellement assistée ». Ce 12 espèces sont (en 2012) : Chêne sessile (Quercus petraea) ; Cormier (Sorbus domestica) ; Épicéa (Picea abies) ; Hêtre (Fagus sylvatica) ; Merisier (Prunus avium) ; Noyer (Juglans regia) ; Ormes (Ulmus sp.) ;Peuplier noir (Populus nigra) ; Pin maritime (Pinus pinaster) ; Pin de Salzmann (Pinus nigra ssp salzmanni, endémique) ; Pin sylvestre (Pinus sylvestris) ; Sapin (Abies alba).
Connaissance/évaluation : Dans les années 1990-2000, la CRGF fait réaliser des synthèses scientifiques sur les flux de gènes chez les arbres ; sur le génome des arbres; sur les effets génétiques des traitements sylvicoles), et des documents techniques (Arbez, 1987 et les ressources génétiques forestières en résineux en France métropolitaine  et de feuillus (Teissier du Cros et al., 1999, mais toujours en préconisant une « démarche pragmatique et non normative », et encourageant le développant les aspects biologie moléculaire, histologie, fonctionnement du génome, construction du phénotype et réponse de terrain, en collaboration financée sur des bases de volontariat de la part des propriétaires, pépiniéristes et gestionnaires, sans position très claire vis-à-vis des arbres transgéniques ou des problèmes de pollution génétique…
Recherche: Elle est principalement portée par l'INRA et son unité de recherche (« Amélioration, la génétique et la physiologie des arbres forestiers » (AGPF, qui est une unité de recherche académique et appliquée connue pour sa « contribution importante à la création variétale chez les arbres forestiers »… « en vue de créer de nouvelles variétés mieux adaptées aux changements climatiques ou plus appropriées pour de nouvelles applications (Bioénergie notamment) ». Elle dépend du département « Écologie des Forêts, des Prairies et des Milieux Aquatiques »" (EFPA), de l’INRA-Orléans, Pour répondre aux besoins identifiés par l'industrie du bois, et en voulant prospectivement prendre en compte le caractère concurrentiel de l'économie, et dans le contexte d'incertitude climatique), l'INRA s'est fixé deux grands axes de travail : 
- Axe I : « Physiologie moléculaire du développement végétatif de l’arbre et de la formation du bois », avec 2 sous-axes[38] :
  - Sous-axe I.1 : étude des aptitudes relatives des essences à l'embryogenèse somatique (et rôle de la méthylation), « notamment à partir de matériel âgé car c'est un élément indispensable pour raccourcir les cycles d'amélioration génétique » ; domaine où l'INRA est reconnu à la suite de ses travaux sur la multiplication végétative du mélèze hybride puis de pins « élite » pin maritime ;
  - Sous-axe I.2 : étude de la formation du bois et notamment du « bois de tension » ; étude du fonctionnement du cambium ; étude fonctionnelle de « gènes d’intérêt » (popFLA, LIM, enzymes de la voie de biosynthèse des lignines), réponse du bois en réponse au stress hydrique et les interactions contraintes hydriques et mécaniques. Le peuplier (éventuellement transgénique) est l'espèce modèle : l'INRA a ainsi publié des données originales sur le génome de peuplier (première espèce ligneuse séquencée dans le monde), mais aussi sur la comparaison des transcriptomes des deux types de cellules initiales du cambium (cellules fusiformes et radiales[39]), sur l'évolution des profils transcriptomiques lors de la cinétique de la formation du bois de tension[38].
- Axe II : Amélioration génétique, conçue comme « outil de gestion durable de la diversité des espèces forestières ». 
Cette « amélioration » s'appuie sur l'étude des bases génétiques de « caractères d’intérêt » [38] :
  - Sous-axe II.1 : comprendre la réponse des arbres et de peuplements à la contrainte environnementale (« effet des contraintes sur l'organisation de la diversité génétique sous l'angle des interactions GxE », principalement chez le douglas, le mélèze, le peuplier et le pin maritime (en lien avec l'USC ARCHE) ;
  - Sous-axe II.2 : comprendre l'architecture génétique de caractères complexes et d’intérêt agronomiques » (surtout chez le mélèze et le peuplier où l'INRA étudie notamment les Locus de caractères quantitatifs (QTL) et la « génétique d'association ») et des études des effets l'expression des gènes « du gène à la parcelle », ici aussi via le peuplier comme modèle, et quelques espèces d'un grand intérêt sylvicole, avec 3 sous-axes[38] ; la 1re publication du clonage d'un QTL d'une « résistance quantitative » chez un arbre a été faite dans ce cadre ;
  -  Sous-axe II.3 : développer de nouvelles méthodes et « stratégies de sélection » et d’amélioration (ex. : sélection assistée par marqueur[38] et la sélection génomique[38] associée à la modélisation). L'INRA a pu s'appuyer sur ses travaux antérieurs sur l'embryogenèse somatique ou encore sur l’hétérosis du peuplier et du mélèze[38] ; En 2011, l'INRA avait ainsi travaillé sur la sélection « améliorative » pour 6 espèces d'intérêt commercial[38].
- Axe III : l'étude de la diversité et sa structuration via les flux de gènes en condition naturelle. Ces travaux pourraient éclairer l'étude des « impacts potentiels des innovations variétales (dont OGM) sur les peuplements naturels », avec peu de résultats en 2011 en raison de la « jeunesse du projet »[38].
- Axe IV : Développement/valorisation. Ceci passe par l'aide et le conseil à la gestion, à la conservation, mais aussi par la création de nouvelles variétés forestières pour le CRGF (centre national de gestion forestière) ; L'INRA se dit leader international avec 6-7 espèces concernées (en 2011)[38] et d'autres depuis ; L'INRA gère plusieurs réseaux de conservation in situ (peuplier noir et pin sylvestre) et ex situ (épicéa commun, merisier et peuplier noir). L'Institut a développé l'embryogenèse somatique, et des marqueurs génétiques (pour le mélèze hybride et le merisier). L'INRA a des contrats de propagation clonale avec des producteurs de sapins de noël[38].

L'INRA pilote le projet « Evoltree » (14 300 000 €) de "Réseau d'excellence" sur « l'évolution des espèces ligneuses et conséquences de cette évolution sur la biodiversité des écosystèmes forestiers », conduit en associant l'écologie, l'évolution, la génomique et la génétique forestière) pour prévoir les réponses des espèces et des communautés aux évolutions environnementales. En lien avec des partenaires de Finlande, de Nouvelle-Zélande et du Canada, l'INRA a aussi créé une plateforme « XYLOMIC » de « caractérisation génétique et phénotypique du bois dans un but d'amélioration génétique (...) Il s'agit d'identifier des génotypes performants pour la sylviculture, en se basant sur le programme d’amélioration à long terme. L'objectif est de délivrer pour 2020 des bases de données conséquentes de séquences, génotypes et phénotypes, afin de pouvoir mieux comprendre la formation du bois et de la biomasse foliaire et racinaire en fonction de l'environnement, sa variabilité au sein des populations ainsi que d'identifier des marqueurs ADN liés à des caractères remarquables » et en son sein - en 2008- une plateforme plateforme « Génobois », plateau technique dédié au phénotypage en masse des propriétés de base du bois, sur la base de dosages de la lignine, cellulose et d'extractibles phénoliques, sucres solubles, et diverses mesures physiques (dont la couleur du bois), et s'implique dans l'EQUIPEX (Xyloforest), pour qualité du bois et les biotechnologies, tout en continuant à organiser les réseaux européens de recherche sur ces thèmes . Dans le cadre du grand emprunt, l'INRA a aussi créé un "Plateau technique" dit « Xylosylve-Ecosylve : systèmes sylvicoles innovants » défini comme « un ensemble d’expérimentations à long terme pour analyser le fonctionnement des forêts à croissance rapide » (sylviculture dynamique). L'INRA gère la première et seule plantation autorisée à titre expérimental de peupliers transgéniques à lignines modifiées. L'INRA a aussi créé un programme « ARCHE » (Arbre et Réponses aux Contraintes Hydriques et environnementales) et bénéficie de d'un financement de l'Agence nationale de la recherche (Génoplante), du programme "investissements d'avenir" et des financements de nombreux appels à projets/

En 2006, le programme de recherche « Biodiversité, gestion forestière et politiques publiques » a montré le besoin de mieux appréhender la diversité génétique des forêts et ses liens avec leurs capacités de résilience écologique, au travers d’indicateurs (à construire), compatibles avec les systèmes de mesure européens et de l'ONU.
En 2014, à la suite de la Journée internationale des forêts, le ministère de l'Agriculture a mis en ligne pour la première fois des données de l'inventaire national des ressources génétiques forestières, avec la liste des espèces forestières mise à jour, incluant les espèces de France métropolitaine (tome 1 de l'inventaire) et les essence scientifiquement identifiées à ce jour dans tous les « territoires sous souveraineté française » : Guadeloupe, Saint-Martin et Saint-Barthélemy dans les Antilles françaises (tome 2) ; Guyane (tome 3 et annexes) ; Martinique (tome 4); Nouvelle-Calédonie (tome 5 et Annexes); Wallis-et-Futuna (tome 6) ; Polynésie (tome 7 avec une annexe sur la Conservation des forêts naturelles et gestion des aires protégées en Polynésie française); Saint-Pierre-et-Miquelon (tome 8) ; Île de la Passion (tome 9 ) ; Mayotte (tome 10) ; La Réunion (tome 11) ; Îles Éparses et île Amsterdam (tome 12) (projet qui fait notamment à la suite des recommandations des deux premières conférences ministérielles pour la protection des forêts en Europe (Strasbourg, 1990 et Helsinki, 1993). Un travail considérable reste à faire en Guyane, qui passe par des coopérations (par exemple avec le  Brésil voisin)

## Journée internationale dédiée
Il existe une Journée internationale des forêts 